# Conrad Patzig
Ernst Conrad Curt Patzig (Marienburg, 24 maggio 1888 – Amburgo, 1º dicembre 1975) è stato un ammiraglio tedesco, già distintosi durante l'assedio di Tsingtao nel corso della prima guerra mondiale.
Tra il 6 giugno 1932 e il l'ottobre 1934 fu direttore dell'Abwehr, venendo sostituito nell'incarico da Wilhelm Canaris per essere entrato in contrasto con il direttore del neonato Sicherheitsdienst (SD) Reinhard Heydrich. Svolse un ruolo rilevante nell'caso dell'epurazione di Ernst Röhm. Fu comandante delle navi da battaglia Schleswig-Holstein e Admiral Graf Spee, di cui diresse anche l'allestimento. Nel corso della seconda guerra mondiale capo dell'ufficio del personale della Kriegsmarine, ricoprendo l'incarico sino al 1 novembre 1942.

## Biografia
Nacque il 24 maggio 1888 a Marienburg, figlio di Victor Johann Leberecht, allora professore della locale scuola agraria, e di sua moglie Magdalene Marie Luise Stelter. Si arruolò nella Kaiserliche Marine come cadetto il 3 aprile 1907, e ricevette l'addestramento a bordo della fregata scuola Stein. Si brevettò poi alla scuola navale, dove il 21 aprile 1908 fu nominato guardiamarina e, dopo aver completato con successo gli studi, il 1° ottobre 1909, fu trasferito sulla nave da battaglia Nassau.
Qui venne promosso sottotenenteil 28 settembre 1910 e tenente il 27 settembre 1913. Tre giorni dopo, il suo servizio a bordo della nave terminò e fu assegnato alla battaglione di artiglieria di marina (Matrosenartillerieabteilung) di Kiautschou, in Cina, partendo a bordo del piroscafo Patricia il 12 gennaio 1914 e arrivando a destinazione il 22 dello stesso mese. Fu nominato ufficiale di compagnia, e dopo lo scoppio della prima guerra mondiale, dal 2 agosto fu comandante della batteria XII del fronte terrestre, ricoprendo tale incarico fino alla capitolazione della fortezza, avvenuta l'8 novembre.
Caduto prigioniero di guerra dei giapponesi, vi rimase sino al 22 gennaio 1920.
Durante il successivo viaggio di ritorno in Germania con il resto della sua unità, il 30 gennaio 1920 venne promosso Kapitänleutnant. Successivamente venne trasferito in servizio nella Reichsmarine. Inizialmente lavorò come aiutante di campo e l'8 aprile 1921 venne trasferito al Reichsmarineamt Bremen. In qualità di ufficiale di navigazione prestò servizio a bordo dell'incrociatore leggero Berlin, prestandovi servizio dal 18 settembre 1922 al 14 settembre 1924. Divenne poi referente dell'Ispettorato dell'istruzione navale e il 1° aprile 1926 fu promosso Korvettenkapitän. Il 24 ottobre 1927 gli fu affidato per un anno il comando della 1ª Divisione della Flotta del Mar Baltico a Kiel e fu poi trasferito sulla corazzata Schleswig-Holstein come ufficiale di navigazione per un altro anno.
Il 17 ottobre 1929 fu nominato consulente nel dipartimento Abwehr del Ministero della Reichswehr a Berlino, promosso Fregattenkapitän il 1° ottobre 1931 e nominato capo del dipartimento il 6 giugno 1932, succedendo al tenente colonnello Ferdinand von Bredow. Il 1° ottobre 1933 fu promosso capitano di vascello. Nel caso dell'epurazione di Ernst Röhm svolse un ruolo decisivo. Il 27 giugno 1934 Werner von Blomberg e Walter von Reichenau ottennero dei documenti dall'Abwehr e al cancelliere del Reich Adolf Hitler vennero trapelate notizie che suggerivano un colpo di stato da parte delle SA. Dopo l'eliminazione di Röhm, cercò di chiedere a Blomberg di rimuovere Reinhard Heydrich, neonato direttore dello Sicherheitsdienst (SD). A suo avviso la pretesa di potere dello SD era troppo grande, che secondo il suo parere avrebbe cercato di eliminare i servizi segreti del ministero degli Esteri e l'Abwehr. Cercò di fermare questo tentativo consultandosi con il Ministero degli Esteri, ma fallì a causa del rigido atteggiamento del Segretario di Stato Werner von Bülow. Ci sono furono diverse controversie su questo argomento. Quando Blomberg gli chiese successivamente di contattare il comando del Regio Esercito lui rifiutò perché riteneva gli italiani inaffidabili. Quando ordinò alla squadra speciale Rowehl di effettuare voli di ricognizione sulla Polonia e sulla Francia, von Blomberg era dell'opinione che in realtà fossero proibiti. Nell'ottobre 1934 Blomberg lo convocò e lo sollevò dal suo incarico. Prima di lasciare il suo posto, raccomandò a Erich Raeder che fosse Wilhelm Canaris il suo sostituto come direttore dell'Abwehr.
Il 28 febbraio 1935 venne messo a disposizione del comandante della stazione navale del Mare del Nord e nominato comandante della corazzata Schleswig Holstein. Lasciò il comando della nave nell'ottobre dello stesso anno per essere assegnato all'equipaggio della nuova corazzata tascabile Admiral Graf Spee. Dopo la messa in servizio, comandò la nave fino al 1° ottobre 1937 partecipando, tra le altre cose, a missioni di contrasto al contrabbando di armi durante la guerra civile spagnola.
All'inizio dell'ottobre 1937 fu trasferito all'Alto Comando della Marina, nominato capo dell'ufficio del personale, in sostituzione di Günther Lütjens,  e promosso contrammiraglio il 1° novembre 1937, viceammiraglio il 1° gennaio 1940 e ammiraglio il 1° aprile 1942. Il 1° novembre 1942 fu messo a disposizione del comandante in capo della Kriegsmarine e fu definitivamente congedato dal servizio attivo il 31 marzo 1943. Nel 1943 insegnò presso l'azienda Boehler-Stahl a Vienna. Dalla fine del 1943 e fino alla primavera del 1945 fu rappresentante generale del Gruppo Henschel a Berlino.
Dall'8 maggio 1945 al 15 marzo 1946 fu brevemente prigioniero di guerra dei britannici. Nei primi anni del dopoguerra svolse vari incarichi in collaborazione con l'US Navy. Nel settembre 1954, i membri della coalizione di governo proposero Otto John come presidente del Ufficio federale per la protezione della Costituzione. Patzig era già stato preso in considerazione per la carica di Presidente di tale Ufficio quando esso era ancora in fase di istituzione, ma nonostante l'accordo tra americani e britannici, non fu nominato perché i francesi negarono il loro assenso a causa dello scandalo di spionaggio degli anni trenta, in cui erano state scattate fotografie aeree della linea Maginot. 
Dall'agosto 1955 al novembre 1957, ricoprì la carica di consulente nel comitato del personale per il reclutamento degli ufficiali superiori nella Bundesmarine. Si spense a Amburgo il 1 dicembre 1975. Era sposato dal 19 maggio 1923 sposò Getrud Thomsen, più giovane di lui di cinque anni e mezzo, che il 28 settembre 1926 gli diede un figlio, il futuro filosofo Günther Patzig.